# Восточнотамахакский язык
Восточнотамахакский язы́к (также язык восточный тамахак; англ. east tamahaq; самоназвание: tămāhəq) — один из двух языков севернотуарегской группы туарегской ветви берберской семьи. Распространён в Алжире и Ливии. Общее число носителей языка оценивается в 24 тыс. человек (2005).

## Классификация
Традиционно восточнотамахакский язык рассматривается как одна из двух групп диалектов единого языка тамахак наряду с западнотамахакской группой. Восточная диалектная группа при этом часто называется гхат — по наименованию одного из наиболее крупных восточнотамахакских диалектов. Между тем данные лексикостатистики показывают большую глубину расхождения западного и восточного ареалов языка тамахак, что позволяет говорить о двух самостоятельных языках, западнотамахакском и восточнотамахакском.
В справочнике языков мира Ethnologue восточнотамахакский язык показан как один из двух диалектов языка тамахак: восточнотамахакскому ареалу соответствует ареал диалекта гхат (джанет, ганет).
Согласно классификации А. Ю. Айхенвальд и А. Ю. Милитарёва, восточнотамахакский идиом ажжер показан как диалект языка тамахак, а идиом гхат как отдельный язык.
В классификации, опубликованной в работе С. А. Бурлак и С. А. Старостина, восточнотамахакский идиом представлен как язык гхат.
Также под названием языка гхат восточнотамахакский идиом включён в классификацию британского лингвиста Роджера Бленча.

## Лингвогеография

### Ареал и численность
Восточнотамахакский язык распространён в приграничных районах юго-восточного Алжира (в основном на территории вилайета Иллизи) и юго-западной Ливии (преимущественно в районах муниципалитетов Гат, Вади-эш-Шати, Вади-эль-Хаят и Мурзук). Ареал диалекта тимасинин охватывает северную часть вилайета Иллизи (районы Бордж-Омар-Идриса). Ареал диалекта ажжер размещён в южной части вилайета Иллизи (районы Джанета и плато Тассилин-Адджер). Область распространения диалекта имангхассатен охватывает территорию плато Тингерт и районы к югу от него — в северной части вилайета Иллизи, а также западные районы ливийского муниципалитета Вади-эш-Шати, оазисы Тахара и другие территории. В Ливии находятся ареалы диалектов гхат и урагхен: ареал диалекта гхат — в южных районах муниципалитета Гат, ареал диалекта урагхен — в его северных районах. Кроме того, носители восточнотамахакских диалектов населяют районы города Завила в ливийском муниципалитете Мурзук и оазис Гхадамес в муниципалитете Налут.
Общая численность говорящих на восточнотамахакском языке составляет около 24 тыс. человек (2005).

### Диалекты
Восточнотамахакский язык делится на диалекты гхат, тимасинин, ажжер, урагхен и имангхассатен. Наиболее близкими являются диалекты гхат, ажжер и урагхен. Также по ряду особенностей выделяются говоры туарегов Гхадамеса и Мурзука.

## Письменность
Часть туарегов-носителей языка восточный тамахак использует письменность, основанную на арабском письме, часть — на берберском алфавите тифинаг (в Нигере известного под названием шифинаг).